# Родькін Дмитро Йосипович
Родькін Дмитро Йосипович (* 31 травня 1939, Роскош, Хотимський район, Могильовська область - 17 липня 2024, Кременчук, Полтавська область) — завідувач кафедри «Системи автоматичного управління та електропривод» Кременчуцького національного університету імені Михайла Остроградського, доктор технічних наук, професор, заслужений діяч науки і техніки України.

## Життєпис
1962 року закінчив Криворізький гріничорудний інститут — спеціальність «автоматизація виробничих процесів в гірничій промисловості», зарахований до аспірантури при кафедрі автоматизації виробничих процесів.
З 1963 року працює на кафедрі асистентом, 1966 — викладач, 1968 — виконувач обов'язків доцента, 1972 — доцент, 1979 — завідувач кафедри.
1970 року в Київському політехнічному інституті захистив кандидатську дисертацію: «Автоматизація виробничих процесів».
1995 року в Дніпропетровському гірничому інституті ім. Артема захищає докторську дисертацію: «Електротехнічні комплекси і системи»; доктор технічних наук.
1996 року заступає посаду професора кафедри автоматизованого електроприводу.
В лютому 1998 року вдостоєний почесного звання «Заслужений діяч науки і техніки України». Того ж року приступає до праці професора кафедри автоматизації виробничих процесів і робототехніки.
З 2001 року й надалі — професор кафедри «Системи автоматичного управління й електропривод».
Досліджує наукові напрями:
- теоретичні основи енергопроцесів в колах з полігармонійними сигналами,
- енергозбереження, керованість та надійність систем з турбомеханізмами,
- створення систем аварійного електроживлення з використанням формованих джерел на базі транспортних засобів,
- створення пристроїв та розробка методів інтелектуальних систем захиту обладнання електромеханічного та технологічного,
- діагностика електротехнічних систем та якість перетворення енергії,
- створення уніфікованих систем керування за процесом рушання та полегшеного пуску електроприводів технічних систем.

Як педагог підготував 24 кандидати наук.
Опубліковано 650 його робіт, зареєстровано 145 патентів та свідоцтв про винаходи.

## Джерело
- Родькін Дмитро Йосипович